# 井之口章次
井之口章次（いのくち しょうじ、1924年（大正13年） - 2012年（平成24年）は、日本の民俗学者。文学博士。昭和25年（1950年）に國學院大學国文科を卒業。柳田國男の民俗学研究所の所員勤務を経て、國學院大學・跡見学園女子大学などで教鞭をとった。東京都三鷹市文化財専門委員会の会長、杏林大学で教授も勤めた。

## 調査研究
特に葬儀に関する民俗事例を多数研究発表しており、『仏教以前』（1954年）や『日本の葬式』（1965年）などの著書で知られる。葬儀を中心的な研究題材にしたのは「日本人の霊魂観」を知ることの出来る対象だからだとしている。また、俗信や妖怪についての研究も多く手掛けており、おもな論及は『日本の俗信』（1975年）にまとめられている。
國學院大學民俗学研究会では昭和26年（1951年）の発足以来、指導をつづけていた。同研究会の各地でのフィールドワークの結果報告は『民俗採訪』としてまとめてられている。西郊民俗談話会の『西郊民俗』にも携わっており、初期から継続して論文を発表している。1980年からスタートした三鷹市教育委員会から発行されたシリーズ『三鷹の民俗』でも編集の役割を勤めて来た。

## 人物
兵庫県神戸市で医師（耳鼻咽喉科）をしていた父・利三と妻・たきの次男として生まれた。利三の実家は鹿児島市の西田町で、古くは戦国時代の末に薩摩国に流れて来た毛利の姓を名乗る武士で、井之口と名を改めて以降、同地で酒や味噌の醸造を家業にしながら庄屋をつとめていが、西南戦争のときに西郷軍に与して没落したのだという。母方の祖母・井上丈（いのうえ じょう）は、姫路市に暮らしており、生家の横田家は柳田國男とも遠縁にあたる関係だったという。
歴史学者の横田健一は、母方の従兄にあたる。
中学生の頃から柳田國男の著書などを通じて民俗学に興味を持っており、民俗学の講座があるという理由から國學院大學に入学した。大学時代には折口信夫に教えを受けると同時に、柳田の主宰する「民間伝承の会」に入会した。卒業後の昭和25年（1950年）、牧田茂の紹介で勤務することになった民俗学研究所では、書籍編纂に主として従事しており、同所の編纂による『民俗学辞典』などは、井之口をはじめ大藤時彦・直江広治・大間知篤三・牧田茂と共に今野圓輔の家に合宿して編纂作業に明け暮れたという。

## 著書
- 『仏教以前』　1954年、古今書院。
- 『日本の葬式』　1965年、早川書房。1977年、筑摩書房（筑摩叢書）。2002年、筑摩書房（ちくま学芸文庫）。
- 『ことばの手帖』　1965年、早川書房。
- 『民俗学の方法』　1968年、岩崎美術社（民俗民芸双書51)。1977年、講談社（講談社学術文庫）。
- 『日本の俗信』　1975年、弘文堂。2025年、講談社（講談社学術文庫）。
- 『伝承と創造: 民俗学の眼』　1977年、弘文堂。
- 『暮らしに生きる俗信60話』　1986年、講談社。
- 『日本民俗学フィールドからの照射』　1993年、雄山閣。
- 『生死の民俗』 2000年、岩田書院。
- 『歩く・見る・書く 民俗研究六十年』 2005年、岩田書院。

### 共著・執筆参加
- 民俗学研究所 編 『民俗学手帖』　1954年、古今書院。　「食事」、「葬送」、「採集法」を執筆。
- 『日本民俗学大成』第6巻（生活と民俗1）　1958年、平凡社。　「食料の種類」、「食品」を執筆。
- 『日本民俗学大成』第11巻（地方別調査研究）　1958年、平凡社。　「壱岐・対馬・五島列島ほか」、「東京都」、「茨城県」を執筆。
- 『日本民俗学大成』第4巻（社会と民俗2）　1959年、平凡社。　「誕生と育児」、 「幼少年期」、 「葬式」を執筆。
- 『日本民俗学大成』第7巻（生活と民俗2）　1959年、平凡社。　「農耕年中行事」、「年中行事一覧」を執筆。
- 『日本民俗学大成』第13巻（日本民俗学の調査方法）　1960年、平凡社。　「民俗採訪」 、「日本民俗調査要項」を執筆。
- 『神話伝説辞典』　1963年、東京堂出版。　朝倉治彦・岡野弘彦・松前健との共編。
- 『離島生活の研究』　1966年、集英社。　「長崎県北松浦郡宇久島」、「長崎県北松浦郡小値賀島」を執筆。
- 『全集日本の食文化』第5巻 (油脂・調味料・香辛料)　1998年、雄山閣。　第4章で「味噌の魅力」[7]を執筆。

### 叢書
- 『葬送墓制研究集成』第1巻　1988年、名著出版。　「葬法の種類」。
- 『葬送墓制研究集成』第2巻　1988年、名著出版。　「総論」および「葬送儀礼」、「葬式の概念」。
- 『葬送墓制研究集成』第4巻　1989年、名著出版。　「墓葬礼」。
- 『仏教民俗学大系』第1巻　1993年、名著出版。　「柳田国男の仏教観」。
- 『怪異の民俗学』第2巻（妖怪） 2000年、河出書房新社。　総論の章に「妖怪と信仰」を収録。

### その他
- 柳田國男『日本の祭』　1956年、角川書店（角川文庫）。　文庫版の「解説」を執筆。
- 一条真也 『魂をデザインする  葬儀とは何か』 1992年、国書刊行会。　対談者の一人として参加。